# Špačince
Špačince es un municipio del distrito de Trnava en la región de Trnava, Eslovaquia, con una población estimada a final del año 2024 de 3378 habitantes.
Se encuentra ubicado en el centro de la región, cerca del río Váh (cuenca hidrográfica del Danubio) y de la frontera con la región de Bratislava.

## Demografía
| Año        | 1994 | 2004    | 2014     | 2024     |
| ---------- | ---- | ------- | -------- | -------- |
| Población  | 2039 | 2018    | 2613     | 3378     |
| Diferencia |      | −1,02 % | +29,48 % | +29,27 % |

| Año        | 2023 | 2024    |
| ---------- | ---- | ------- |
| Población  | 3383 | 3378    |
| Diferencia |      | −0,14 % |